# Clonixina
La clonixina è un farmaco con proprietà analgesiche, antipiretiche, antinfiammatorie e antiaggreganti, utilizzato nel trattamento dell'artrosi e di alcune malattie dei tessuti molli associate a dolore e infiammazione.